# Рагаїб
Свято Рагаїб — в ісламі день одруження батьків Пророка Магомета.
Перша ніч з четверга на п'ятницю місяця Раджабу — місяця, коли був зачатий пророк Магомет, у мусульман має назву Рагаїб, що в перекладі з арабської означає мрії, бажання. Відбулося одруження батьків пророка Магомета Абдули і Аміни. За переказами, на землю в цей час спустився сонм янголів і світло пророцтва перейшло від Абдули до його сина. Також вважається, що в місяці Раджаб, впродовж четверга перед ніччю Рагаїб, пророк Магомет постився, а після того, як настала темрява, здійснював намаз з 12 ракатів.
Ніч Рагаїб — перша в священному місяці Раджаб. В цей час мусульманам бажано більше молитися, навіть вночі, дотримувати пост і здійснювати богоугодні справи. Тоді, на переконання віруючих, милість Всевишнього багато разів збільшиться. За намаз, пост, милостиню і інші вірослуження, здійснені в цю ніч, відплачується багатократна благодать.
Про цінність ночі Рагаїб мовиться в різних хадисах. Пророк Магомет говорив про достоїнства виконання вірослужіння в місяці Раджаб. Одна літня людина нарікала, що не зможе постити протягом всього місяця. Тоді Магомет повелів у відповідь наступне: «Ти пости в перший, п'ятнадцятий і останній день місяця Раджаб. Отримаєш благодать, рівну такий, як від місяця поста. Бо благодать записується в десятиразовій кількості. Але і не забувай ночі на першу п'ятницю славного Раджаба».
Ніч Рагаїб — перший ступінь на шляху духовного очищення мусульманина перед священним постом в місяць Рамадан і святкуванням Рамазану. Кожен мусульманин серйозно обдумує свої вчинки і ту відповідальність, яку несе перед сім'єю, батьківщиною і народом. У священний місяць Раджаб, згідно з Кораном, заборонені війни.
Раджаб — місяць утримання від походів і військових дій. У ніч Рагаїб в мечетях проголошують святкову проповідь. Серед постійних відвідувачів мечеті дуже багато дітей. Вони щодня приходять до муедзина, щоб учити аяти Корану. У священну ніч діти показують, чому навчилися на цих уроках ‑ у присутності імама і інших віруючих вони беруть участь в конкурсі читців Корану.

## Історія
Деякі групи мусульман стали популяризувати шанування ночі Рагаїб приблизно з XII ст. Масове відзначення цієї ночі починається у XVIII ст. Таку практику ввели суфії, які стали особливо вшановувати цю ніч, на честь якої навіть складались спеціальні вірші під загальною назвою «рагаїбія». В Османській імперії цієї ночі на мінаретах мечетей вивішувались спеціальні вогники. Після цього святкування ночі Рагаїб стало популярним серед народу. Цієї ночі прийнято каятись перед Аллахом за гріхи, підносити численні молитви.
З різних причин, шанування цієї ночі і здійснення намазу стало причиною суперечок серед різних мусульманських груп. Більшість мусульманських улемів вважає, що традиції здійснення намазу в ніч Рагаїб первинно не було. Серед найпослідовніших критиків вшанування ночі Рагаїб і здійснення цієї ночі 12-ти ракатного намазу був знаменитий ханбалітський улем Ібн аль-Джаузи, який доводив, що всі хадиси, які відомі про цю подію, є сфальшованими. Проти цієї традиції виступав також шейх уль-іслам Ібн Таймія